# Zawietnoje (obwód rostowski)
Zawietnoje (ros. Заветное) – wieś (sieło) w Rosji, w obwodzie rostowskim, ośrodek administracyjny rejonu zawietińskiego. W 2010 liczyła 7079 mieszkańców.